# 文格尔卡市镇
文格尔卡市镇（俄语：Венгерское муниципальное образование）是俄罗斯联邦伊尔库茨克州泰舍特区所属的一个市镇。其下辖有5个居民点，行政中心为文格尔卡。据2016年统计，该市镇的人口为706人。